# Cochlearius cochlearius
Cochlearius cochlearius este un membru atipic al familiei stârcilor. Este singurul membru al genului Cochlearius și a fost anterior plasat într-o familie monotipă, Cochleariidae. Trăiește în mlaștinile de mangrove din Mexic spre sud, până în Peru și Brazilia. Este o pasăre nocturnă⁠(d) și se reproduce semicolonial⁠(d) în arbori de mangrove, depunând două până la patru ouă alb-albăstrui într-un cuib de crengi.

## Taxonomie

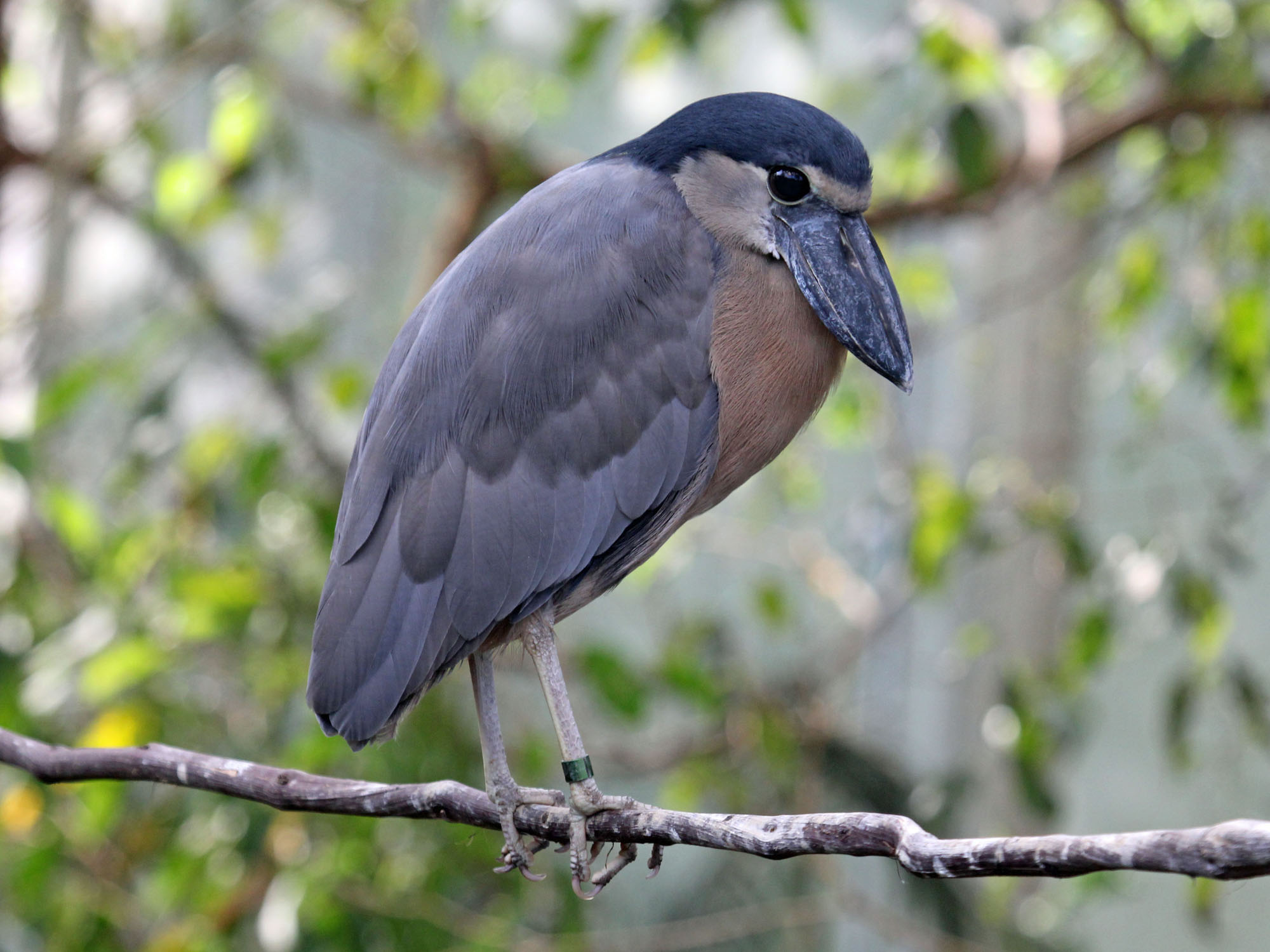
Cochlearius cochlearius

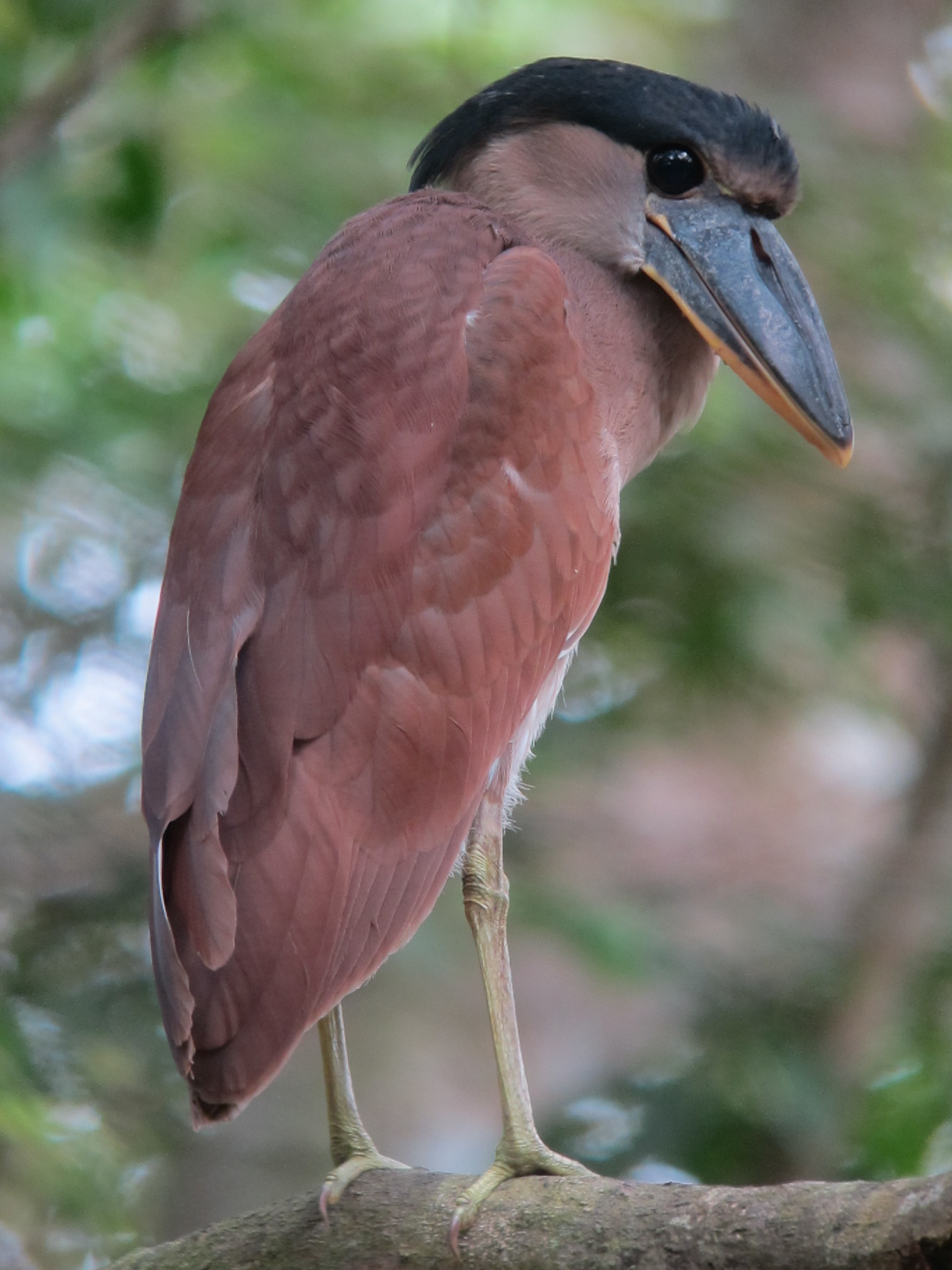
Cochlearius cochlearius, Arauca, Colombia

În 1760, zoologul francez Mathurin Jacques Brisson a inclus o descriere a stârcului Cochlearius în lucrarea sa Ornithologie, pe baza unui exemplar colectat din Guyana Franceză. El a folosit numele francez La Cuillière și numele latin Cochlearius. Brisson a plasat specia într-un nou gen Cochlearius (cu același nume ca cel al speciei). În 1766, când naturalistul suedez Carl Linnaeus și-a actualizat Systema Naturae pentru a douăsprezecea ediție, a adăugat 240 de specii care fuseseră descrise anterior de Brisson. Una dintre acestea a fost stârcul cochlearius. Linnaeus a inclus o scurtă descriere, a inventat numele binomial Cancroma cochlearia și a citat lucrarea lui Brisson.
Deși Brisson a inventat nume latine, acestea nu sunt conforme cu sistemul binomial și nu sunt recunoscute de Comisia internațională pentru nomenclatură zoologică⁠(d) (ICZN). Cu toate acestea, Brisson a introdus, de asemenea, nume pentru genuri, iar acestea sunt acceptate de ICZN. Stârcul cochlearius este acum încadrat în genul lui Brisson și are tautonimul⁠(d) Cochlearius cochlearius. Numele Cochlearius provine din latinescul cocleare, coclearis sau cochlearium pentru o "lingură în formă de cochilie de melc".
Există cinci subspecii:
- C. c. zeledoni (Ridgway, 1885) – vestul Mexicului
- C. c. phillipsi Dickerman, 1973 – estul Mexicului, Belize
- C. c. ridgwayi Dickerman, 1973 – de la sud de Mexic la Honduras
- C. c. panamensis Griscom, 1926 – Costa Rica și Panama
- C. c. cochlearius (Linnaeus, 1766) – nordul și centrul Americii de Sud